# Neolathromera
Neolathromera är ett släkte av steklar. Neolathromera ingår i familjen hårstrimsteklar.
Kladogram enligt Catalogue of Life:
| Neolathromera | \| \| Neolathromera kishidai \| \| \| \| \| \| Neolathromera latipennis \| \| \| \| |
|               | \| \| Neolathromera kishidai \| \| \| \| \| \| Neolathromera latipennis \| \| \| \| |
|               | Neolathromera kishidai                                                              |
|               |                                                                                     |
|               | Neolathromera latipennis                                                            |
|               |                                                                                     |